# Federal de Bolívia
El federal de Bolívia (Oreopsar bolivianus) és una espècie d'ocell de la família dels ictèrids (Icteridae) que ha estat ubicat per molts autors al monotípic gènere Oreopsar (Sclater, 1939). Habita matolls de les terres altes de Bolívia.